# Verwaltungsgemeinschaft Zörbig
In der Verwaltungsgemeinschaft Zörbig waren die Gemeinden Cösitz, Göttnitz, Großzöberitz, Löberitz, Quetzdölsdorf, Rödgen, Salzfurtkapelle, Schrenz, Spören und Stumsdorf sowie die Stadt Zörbig im sachsen-anhaltischen Landkreis Bitterfeld zusammengeschlossen. Verwaltungssitz war Zörbig. Am 15. März 2004 wurde die Gemeinde Rödgen in die Stadt Wolfen eingemeindet. Am 1. Januar 2005 erfolgte dann die endgültige Auflösung durch Bildung der Einheitsgemeinde Stadt Zörbig.